# Ornithogalum pyrenaicum
Ornithogalum pyrenaicum là một loài thực vật có hoa trong họ Măng tây. Loài này được L. mô tả khoa học đầu tiên năm 1753.

## Hình ảnh

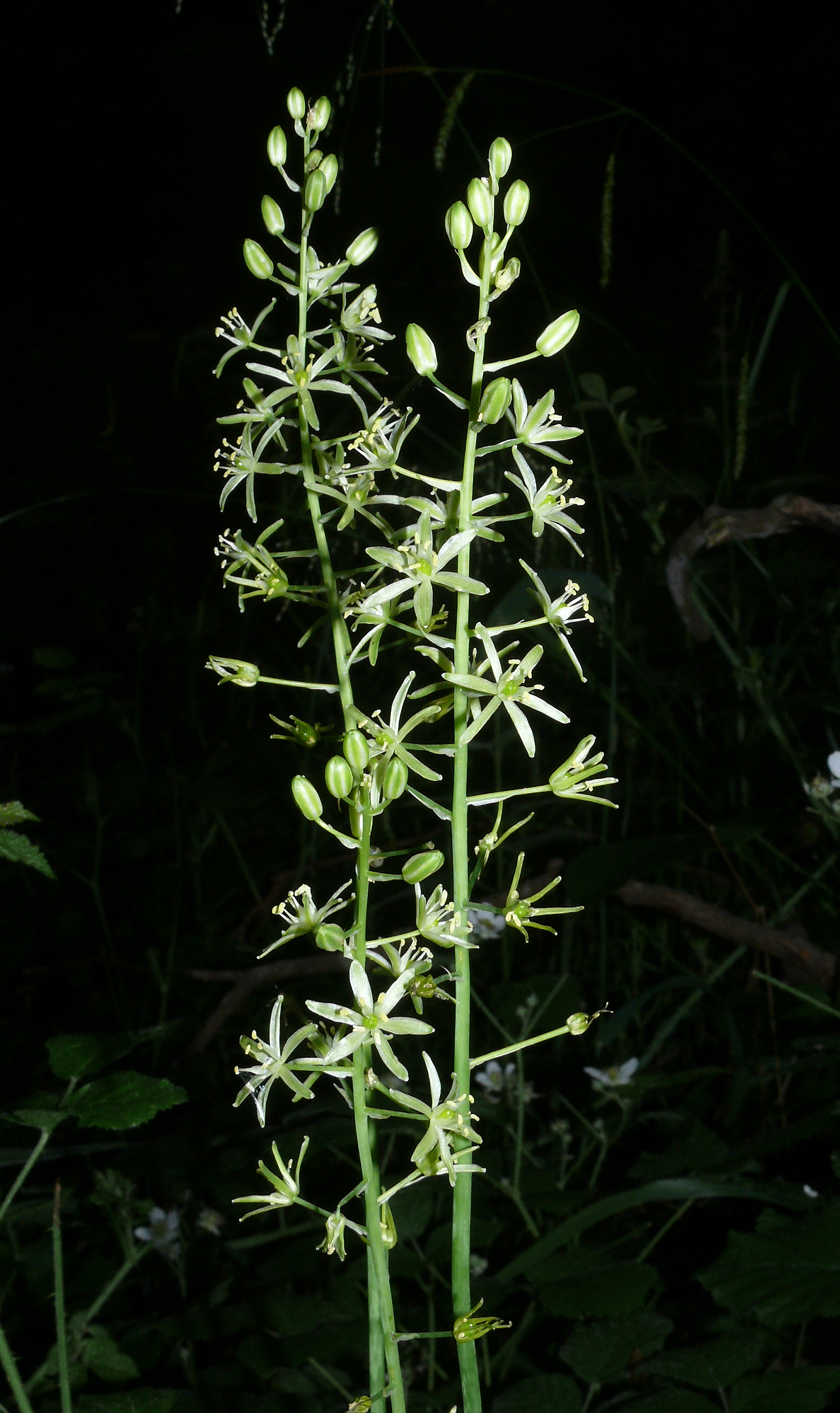
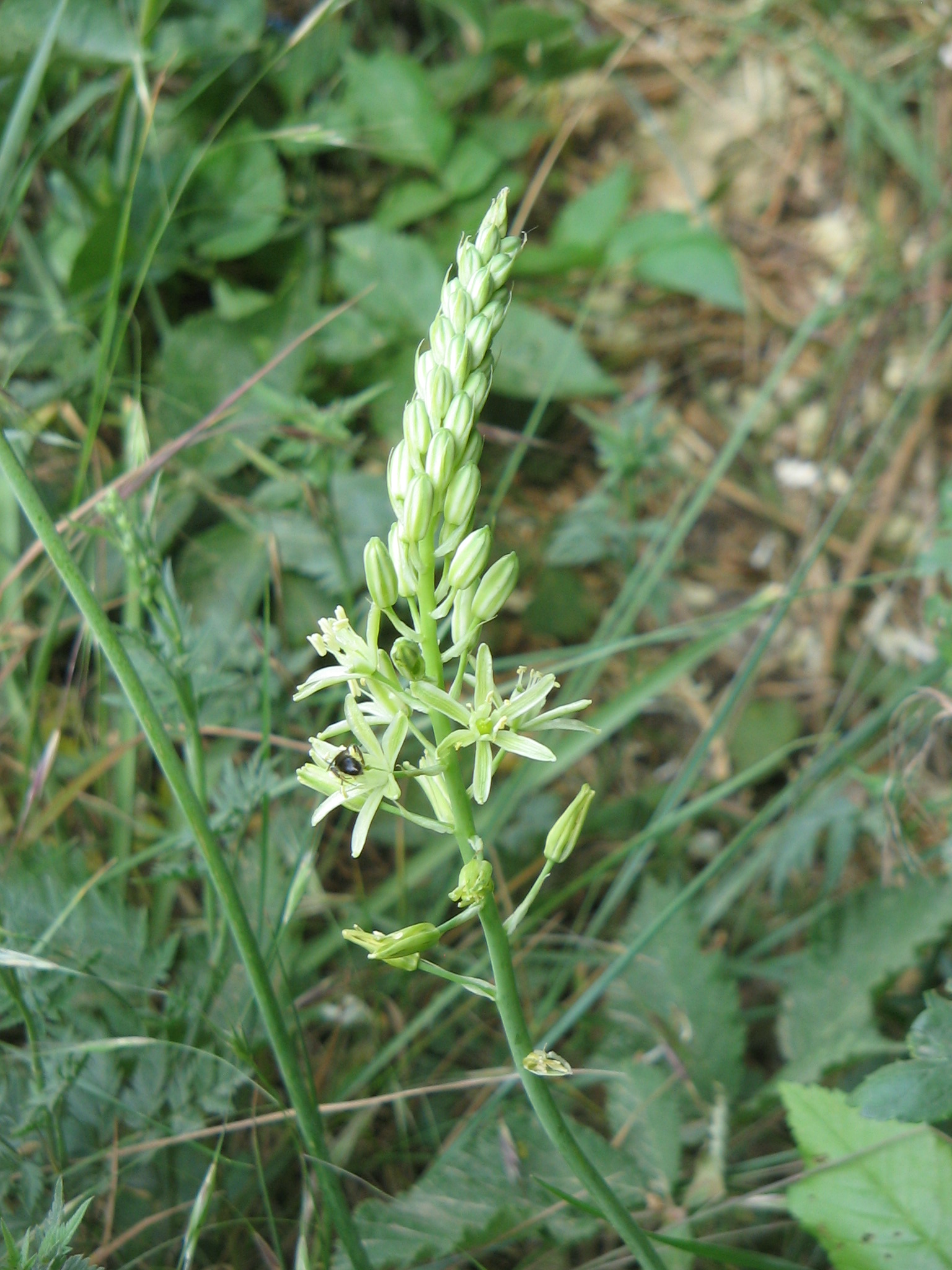
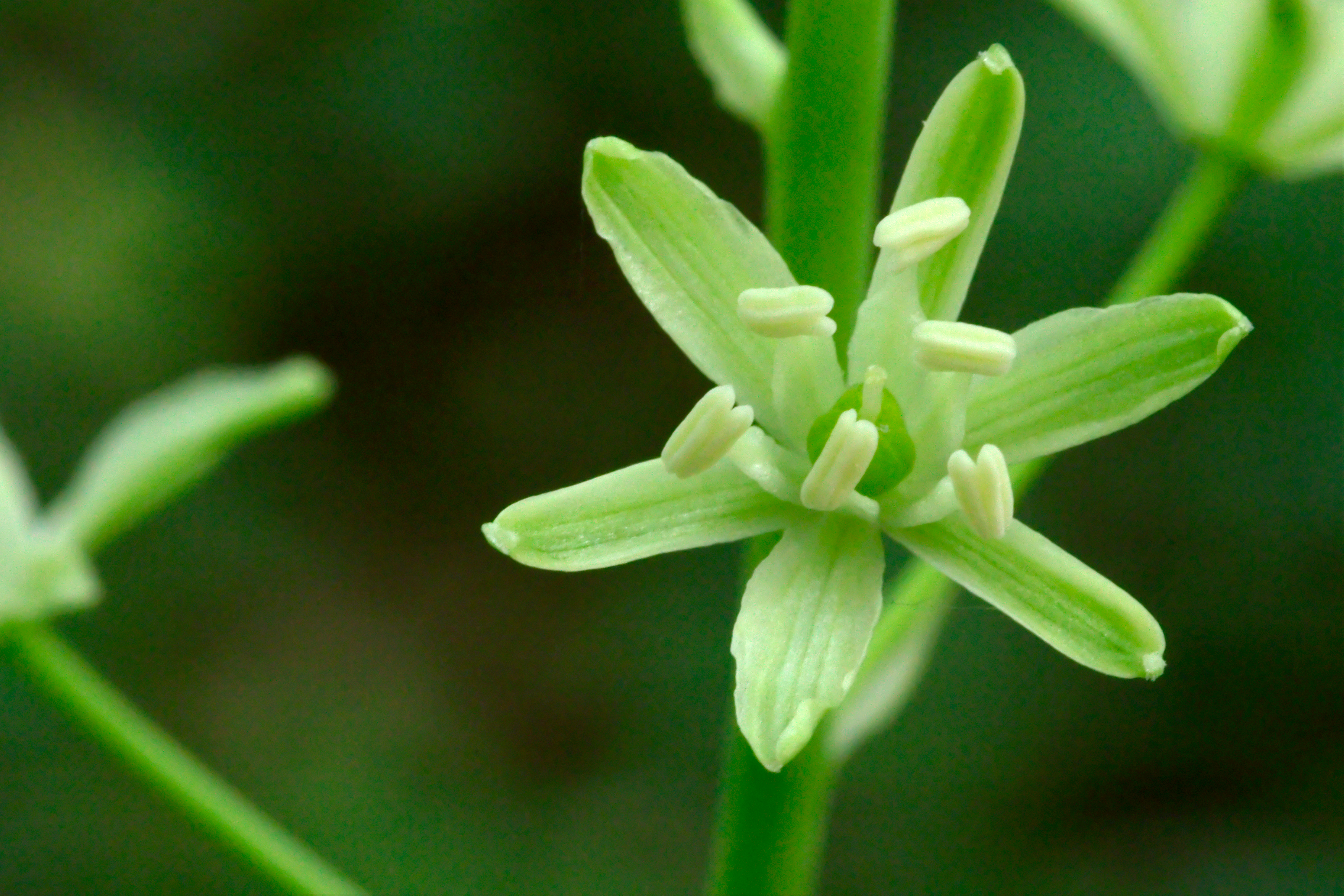
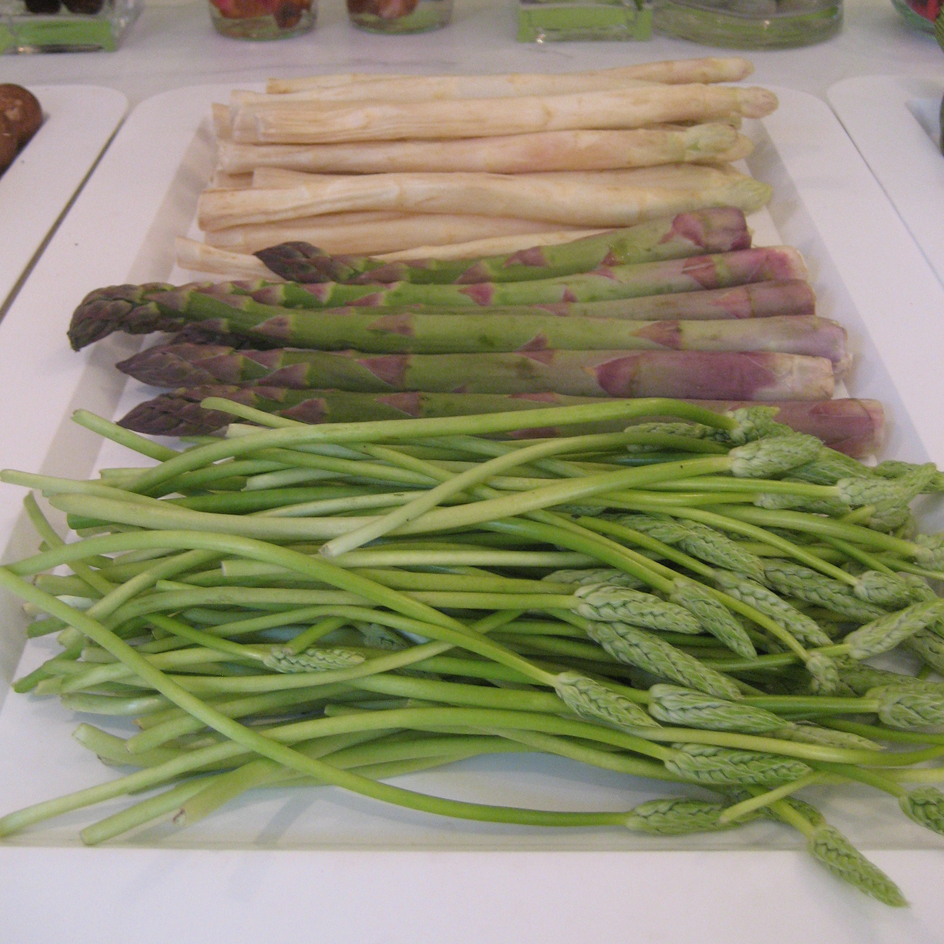